# 노라 세실

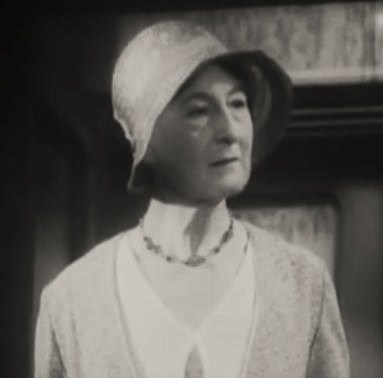

노라 세실(Nora Cecil, 1878년 9월 26일 ~ 1951년 5월 1일)은 미국의 배우, 영화배우이다.
런던에서 태어났으며 로스앤젤레스에서 사망하였다. 사인은 질병이다.

## 영화
- 모닝 비컴 일렉트라 (1947년)
- 초원의 바다 (1947년)
- 더 미싱 레이디 (1946년)
- 노 리브, 노 러브 (1946년)
- 보스톤에서 온 두 자매 (1946년)
- 기차 위의 여인 (1945년)
- 모간 크리크의 기적 (1944년)
- 정복 영웅의 환영 (1944년)
- 내 사랑 마녀 (1942년)
- 잇 스타티드 위드 이브 (1941년)
- 영 피플 (1940년)
- 뱅크 딕 (1940년)
- 럭키 파트너 (1940년)
- 뜨거운 것이 좋아 (1939년)
- 세인트 루이스 블루스 (1939년)
- 허클베리 핀의 모험 (1939년)
- 역마차 (1939년)
- 콜리지 홀리데이 (1936년)
- 빅 브로드캐스트 오브 1937 (1936년)
- 분노 (1936년)
- 웨이 다운 이스트 (1935년)
- 체인드 (1934년)
- 트웬티 밀리언 스윗하트 (1934년)
- 메리 위도우 (1934년)
- 헐리우드 파티 (1934년)
- 정글의 왕 (1933년)
- 삶의 설계 (1933년)
- 멜로디 크루즈 (1933년)
- 미트 더 바론 (1933년)
- 고잉 헐리우드 (1933년)
- 옌 장군의 쓰디쓴 차 (1933년)
- 홀드 유어 맨 (1933년)
- 닥터 불 (1933년)
- 풋라이츠 앤 풀스 (1929년)
- 버터플라이 (1924년)
- 푸어 리틀 리치 걸 (1917년)
- 소셜 세크릿터리 (1916년)